# Microdipodops pallidus
Microdipodops pallidus es una especie de roedor de la familia Heteromyidae.

## Distribución geográfica
Es  endémica de California y  Nevada en los Estados Unidos.